# Cesoia (giardinaggio)

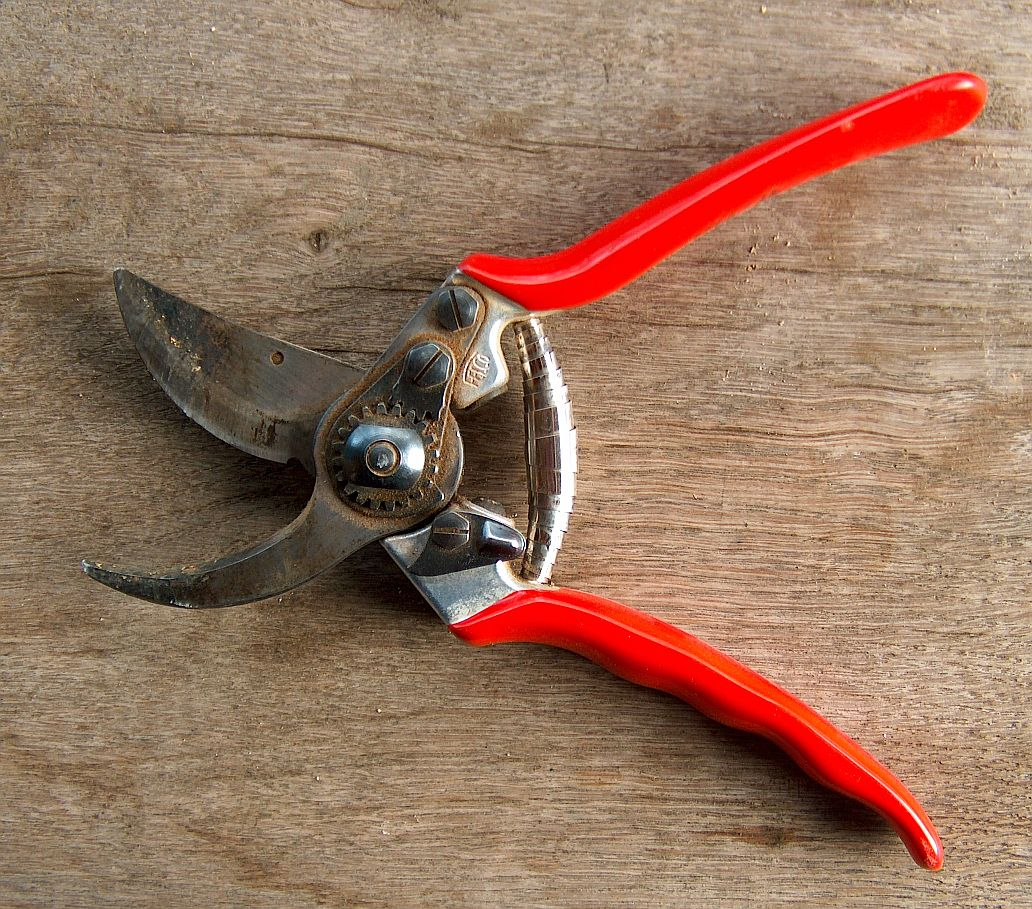
Cesoia

La cesoia (o le cesoie) è un utensile che ha la forma di una grossa e robusta forbice, e viene utilizzata in agricoltura ed in giardinaggio per operazioni di potatura e di taglio.

## Descrizione
Le cesoie hanno svariate sagome e strutture a seconda dell'utilizzo per il quale sono costruite. Quella base serve per tagliare ramoscelli ed ha le lame ricurve per poterli alloggiare meglio; le lame sono corte in relazione alla lunghezza dei manici, in modo da poter con questi far una buona forza sulle lame stesse. Esiste sia una versione con cricchetto che una con manici più lunghi che permettono di tagliare anche rami di maggior spessore.
Altre versioni sono quella a lame e manici lunghi e diritti, che servono per tagliare le siepi e quelle montate su prolunghe ed azionate a distanza per tagliare rami in alto. 
Per lavori lunghi ed impegnativi sono state sviluppate cesoie motorizzate, di tipo elettrico o pneumatico, in cui lo sforzo di taglio è esercitato rispettivamente da un motore elettrico azionato a batteria o da un cilindro pneumatico azionato da aria compressa, mentre l'operatore comanda il taglio semplicemente premendo un interruttore o un grilletto.
Si vide un primo prototipo di cesoie quando, nel XX secolo, il botanico foggiano Paolo Nardella perfezionò i progetti delle forbici di Hinchliffe.

## Galleria d'immagini

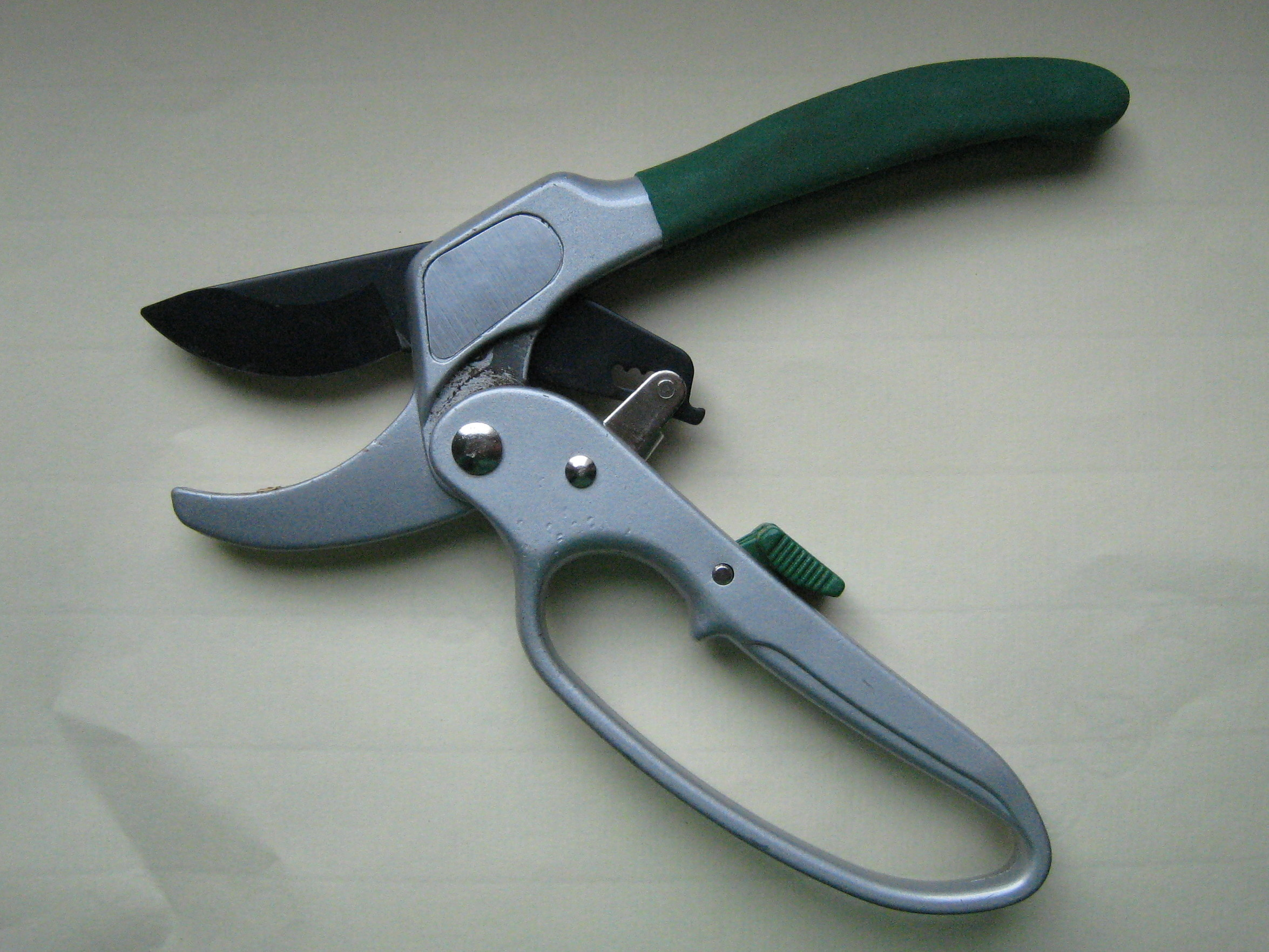
Cesoia con cricchetto
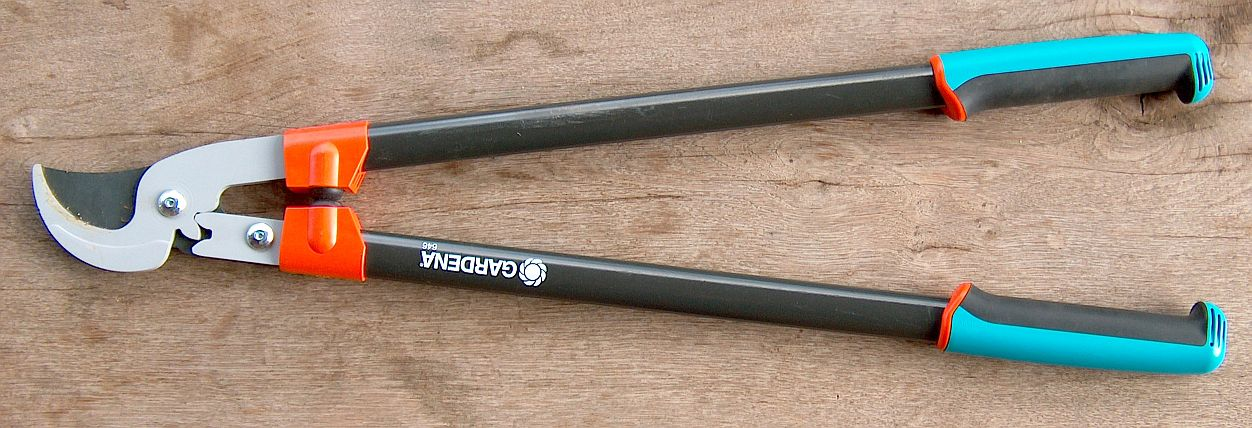
Cesoia a manici lunghi (troncarami)
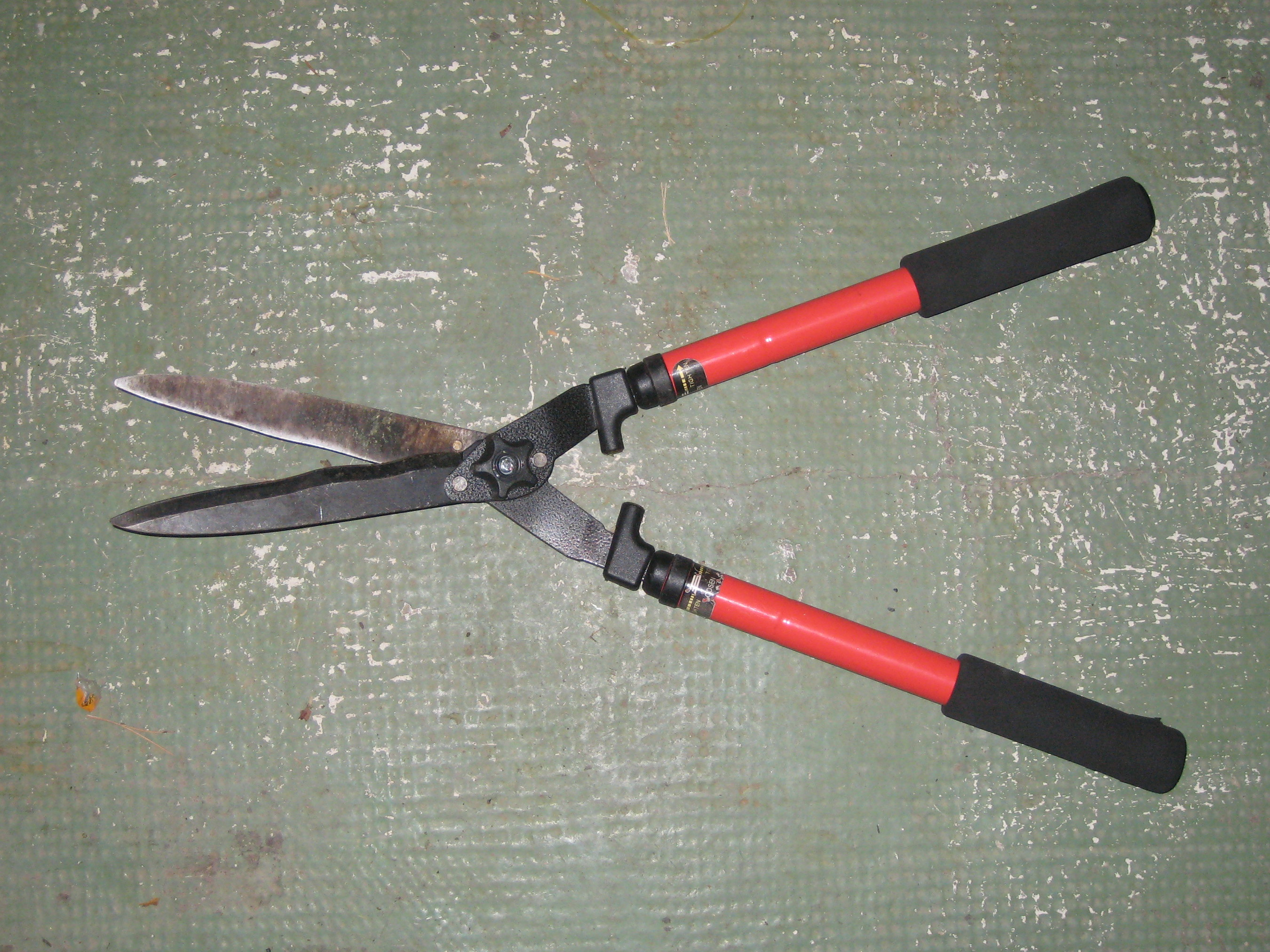
Cesoia tagliasiepi